# Польський легіон у Фінляндії
Польський легіон у Фінляндії (пол. Legjon Polski w Finlandji) — збройне формування, яке складалося з полонених етнічних поляків, які брали участь у Першій світовій війні на боці Російської імперії. Сформований 24 квітня 1917 у Виборзі, існував до 1 квітня 1918 , підпорядковувався уряду Фінляндії. До складу легіону входили піхотний батальйон, що дислокувався в Виборзі, піхотна рота в форті Іно й артилерійська батарея в Свеаборзі. Максимальна чисельність офіцерського складу досягала 37 осіб, солдат — 1 700 осіб, перебував під командуванням Станіслава Богуславського.
Крім Виборга, дислокувався на території інших фінських міст: Гельсінкі, Іна, Лаппеенранта, Тампере, Вааса, Турку, Оулу, Торніо, Хямеенлінна, Кокемякі, Раума, Панелія, Куїкайнен, Рійгімякі, Котка, Міккелі, Порі та  Ханко, брав участь в боях в ході Громадянської війни проти «червоних», захопив велику кількість трофеїв, згодом переданих фінам.